# Universitair Symfonisch Orkest
Het Universitair Symfonisch Orkest (USO) is een orkest van de Katholieke Universiteit Leuven. Het orkest werd in 1962 gesticht door de toenmalige vice-rector Pieter de Somer. Sinds 1962 hebben verschillende Vlaamse musici-dirigenten, zoals M. Goossens, Piet Swerts, E. Siebens en huidig dirigent Edmond Saveniers met het orkest samengewerkt.

## Geschiedenis

### 1962 - 1981
In het begin was het USO een tweetalig orkest dat voornamelijk uit professoren bestond. Renier Janssens was de eerste dirigent, maar hij werd al snel opgevolgd door Jan Van Bouwel, die het USO dirigeerde tot aan zijn overlijden in 1969. Hij overleed vlak voor een concert op 1 december van dat jaar. Zijn opvolger organiseerde meteen een herdenkingsconcert. Vanaf 1969 periode was Louis Weemaels (tevens oprichter van het Universitair Harmonieorkest in 1979) 13 jaar dirigent van het universiteitsorkest.

### 1982 - 1997
1982 betekende het einde van Weemaels als dirigent. De verklaringen zijn divers, gaande van gezondheidsredenen tot een slecht functionerend bestuur van het orkest. Vanaf die periode werd de inspraak door de orkestleden met steun van de universitaire cultuurcommissie sterk verbeterd. Maurits Goossens, de toenmalige concertmeester, volgde Weemaels op. 
In 1985 werd Andries Gryffroy de eerste student-voorzitter van het orkest. Daarvoor namen professoren of recent afgestudeerden deze functie voor hun rekening. Het gevolg was dan ook dat het USO heel wat studentikozer werd (fuiven, cantussen...). 
In 1989 werd een eerste echte concertreis met bestemming Nederland georganiseerd. De bezetting was toen echter nog beperkt, waardoor een beroep op het Universitair Harmonieorkest werd gedaan om toch voldoende blazers in het orkest te hebben. De laatste jaren reist er steeds een gezant van het rectoraat met het orkest mee.
De verjongde samenstelling van het USO, en de aanvoer van nieuwe studenten, leidde tot de oprichting van het Leuvens Alumni Orkest (LAO) in 1996. Vandaag stromen heel wat afgestudeerden van het USO naar het LAO door.

### 1997 - heden

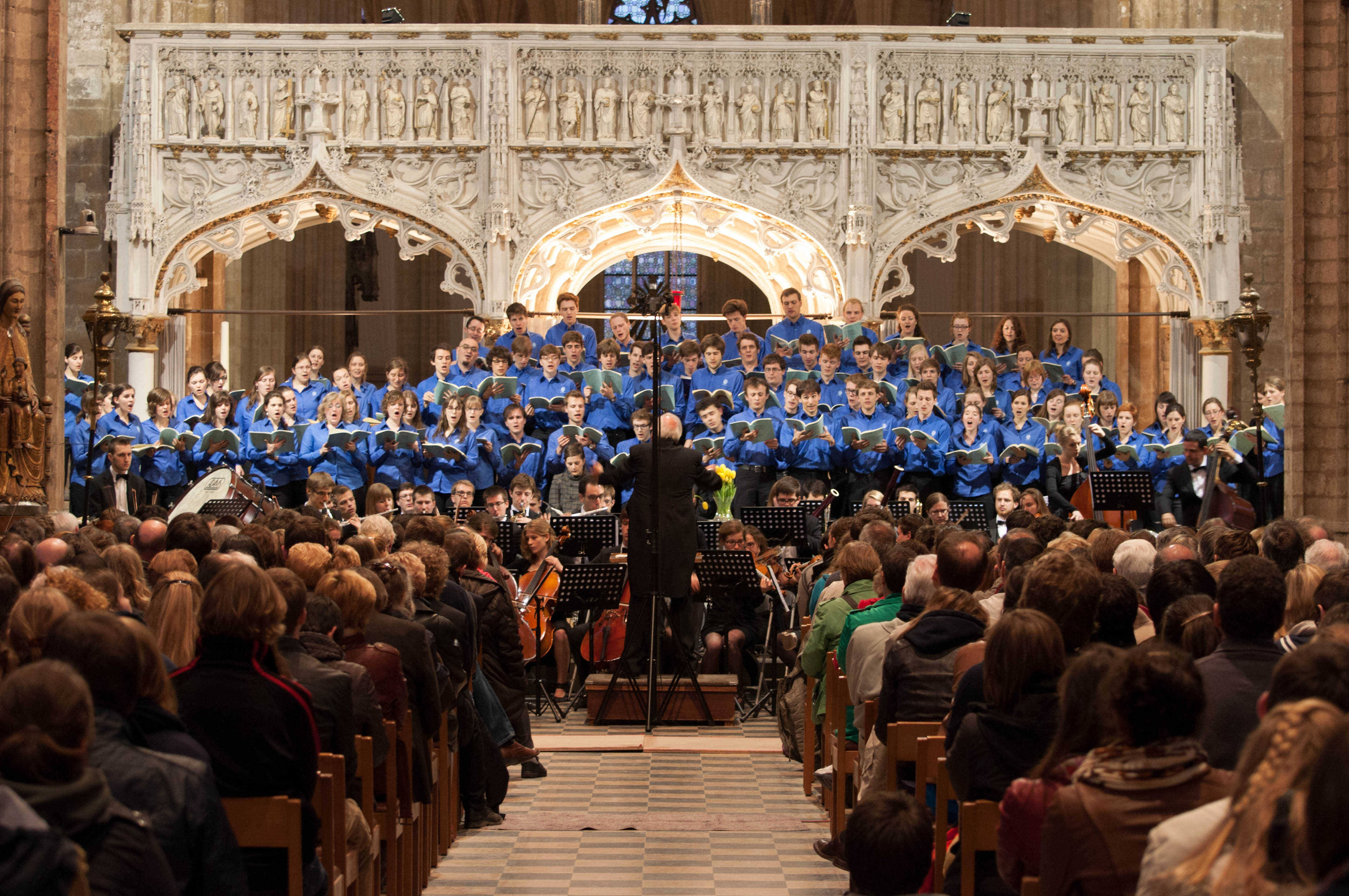
Het USO en het LUK o.l.v. Edmond Saveniers met het Deutsches Requiem van Brahms

Het UHO en het LAO zijn niet de enige orkesten die hun oorsprong aan het USO verbonden hebben. Aan de Universiteit Gent werd een ex-voorzitter van het USO gevraagd om het ensemble Tempi Misti op te richten, dat sinds 2006 als het GUSO bekendstaat. 
In 2000 voerden de universiteiten het semestersysteem in, waardoor studenten verplicht examens moeten afleggen aan het eind van elk semester. De gevreesde culturele dood van de universiteit bleef uit, maar een heuse herstructurering van het werkjaar was broodnodig. Vanaf dan zou het USO vanaf de aanvang van het academiejaar twee keer per week repeteren om zo tegen de eerste week van november klaar te zijn voor de concertreis en de aulaconcerten. In het tweede semester werden repetitieweekends ingevoerd om tegen de Pasen een nieuw programma klaar te hebben. 
Vanaf 2005 was de opkomst op de concerten zo groot dat het aantal concerten van een naar twee concerten opgedreven werd. Tegenwoordig zijn haast alle concerten van het USO uitverkocht. 
De belangrijkste factor van continuïteit in deze periode is dirigent Edmond Saveniers. Zijn professionaliteit en toewijding bracht het USO op een steeds hoger niveau, zonder af te doen van het studentikoze karakter van het orkest.

## Structuur en werking
Het seizoen valt uiteen in twee grote projecten: begin november is er de jaarlijkse concertreis. Voor studenten die meer willen dan een louter professionele opleiding biedt het orkest en deze reis in het bijzonder een extra dimensie in hun sociale en culturele vorming. Met concerten in de gekozen buitenlands universiteitsstad bereidt het orkest zich voor hun concerten in Leuven. Op deze manier toont het orkest ook hun (studentikoze) professionaliteit en hun rol als cultureel ambassadeur van de  Katholieke Universiteit Leuven.  Deze concertreis vindt in Leuven zijn naklank met twee concerten in Aula Pieter de Somer. Een tweede project wordt gevormd door de lenteconcerten, waarbij het USO doorgaans een solist verwelkomt en zowel in Leuven als elders in Vlaanderen concerten voorziet.

De groeiende reputatie van het USO vertaalt zich in het groeiend aantal aanvragen van solisten die met het USO willen optreden enerzijds, en organisaties die het USO uitnodigen om een concert te verzorgen anderzijds. Zo werd het USO op 17 november 2011 door de Belgische Ambassade te Berlijn uitgenodigd om in het Rotes Rathaus een concert met Belgische en Duitse muziek te brengen. 

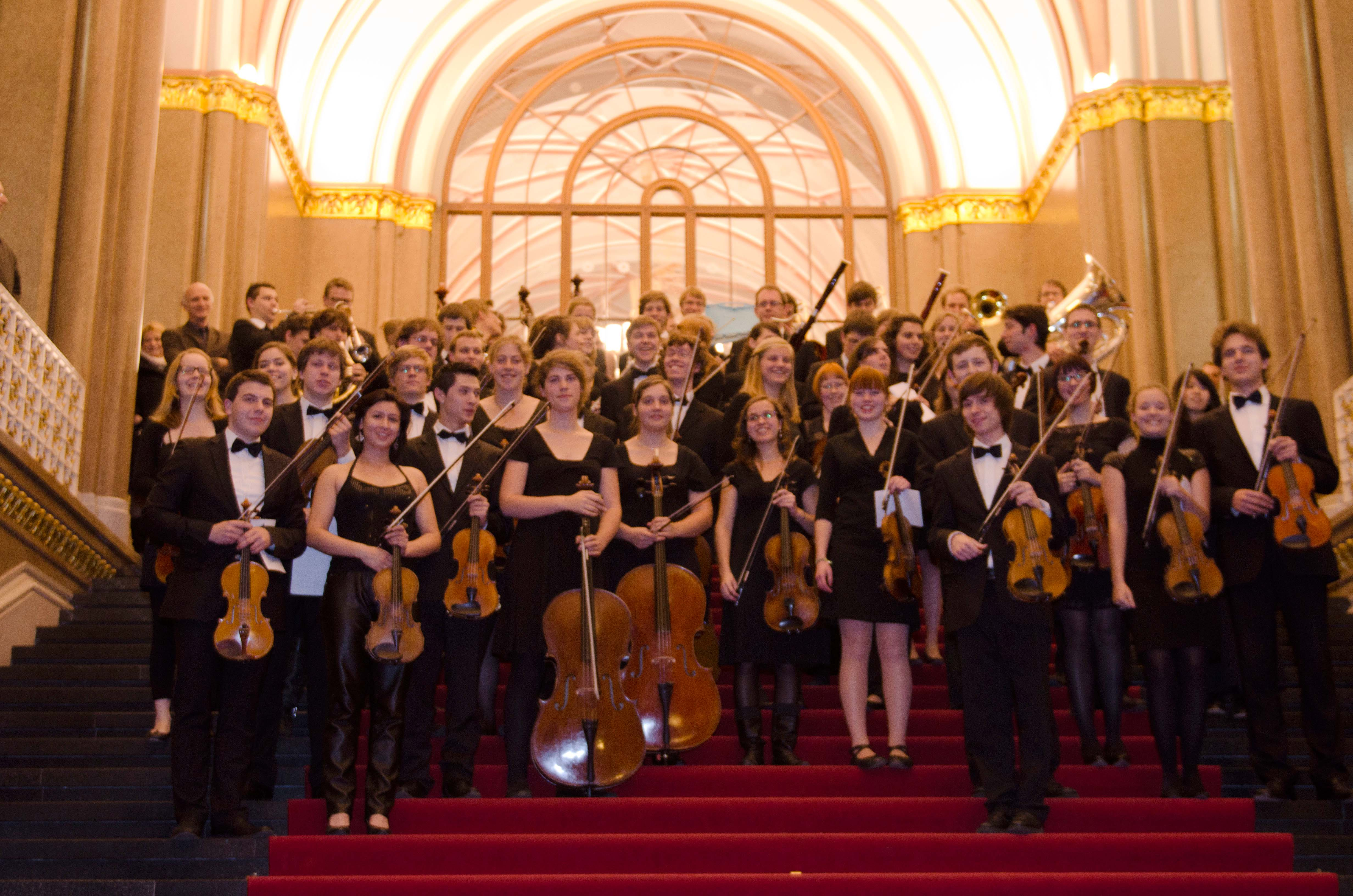
Het USO na afloop van haar concert in het Berlijnse Rotes Rathaus

Het USO nam op 17 december 2013 ook de Belgische première van Icarus at the Edge of Time van Philip Glass voor zich op een concert dat de 85ste verjaardag van het FWO viert. 
In april en mei 2013 bracht het orkest samen met het Leuvens Universitair Koor (LUK) het Ein Deutsches Requiem' van Brahms in de Leuvense Sint-Pieterskerk en het Concertgebouw Brugge.
Daarnaast mocht het USO in november 2015 ook optreden in de Aram Khachaturian Concert Hall in Yerevan, Armenië.
Ten slotte was het USO ook in 2022 te bewonderen in de internationaal gerenommeerde en historische Laeiszhalle, te Hamburg, met hun succesvolle concert Escaping Reality[dode link] .

## Bestuur
Het USO is sedert 6 juli 2011 een vzw. Haar raad van bestuur bestaat volledig uit de dirigent en voltijdse studenten die in het orkest spelen. Daarnaast wordt er telkens een reisteam aangesteld om de jaarlijkse concertreis te organiseren. Het orkestbestuur werkt nauw samen met de Dienst Cultuur van de KU Leuven en de Vicerector voor Cultuur (voorheen: rectorale verantwoordelijke voor sport en cultuur).

## 50 jaar USO
Tijdens het academiejaar 2011-2012 vierde het USO haar 50-jarig bestaan met de uitvoering van Mahler's magistrale Eerste Symfonie 'Titan' in het Lemmensinstituut. Om aan de nodige bezettingsnormen te voldoen, werden er audities uitgeschreven om oud-leden in de productie te betrekken. 
Daarnaast organiseerde het USO een galaconcert door de Belgische Kamerfilharmonie met Yossif Ivanov als solist. Bij de aanvang van het academiejaar werd er ook een academische zitting rond de geschiedenis van het USO georganiseerd en werd er ook het '50 jaar USO' bier verkocht.

## European Student Orchestra Festival (ESOF)
Als uitloper van het feestjaar 2011-2012 werd op 23 en 24 november 2012 de eerste editie van het European Student Orchestra Festival (ESOF) georganiseerd. 
Gedurende twee avonden toonden het USO, het Akademisches Orchester der Universität Stuttgart en het Orchestre Symphonique des Étudiants de Louvain-la-neuve het beste van zichzelf. 
Wegens het succes van de eerste editie werd ESOF vzw opgericht waarin oud-leden van het orkest zich over de toekomst van het festival ontfermen. 
De tweede editie vond plaats van 23 tot 26 april 2015. Ook de derde editie, in 2017 van 5 tot 9 april, vond plaats in Leuven. Van 6 tot 10 juni 2018 vond in Straatsburg de vierde editie plaats. Dit was de eerste maal dat het festival niet in Leuven georganiseerd werd. Door de Corona pandemie vond de vijfde editie, met enige vertraging, plaats in Toulouse. Ook hier was het USO weer van de partij.

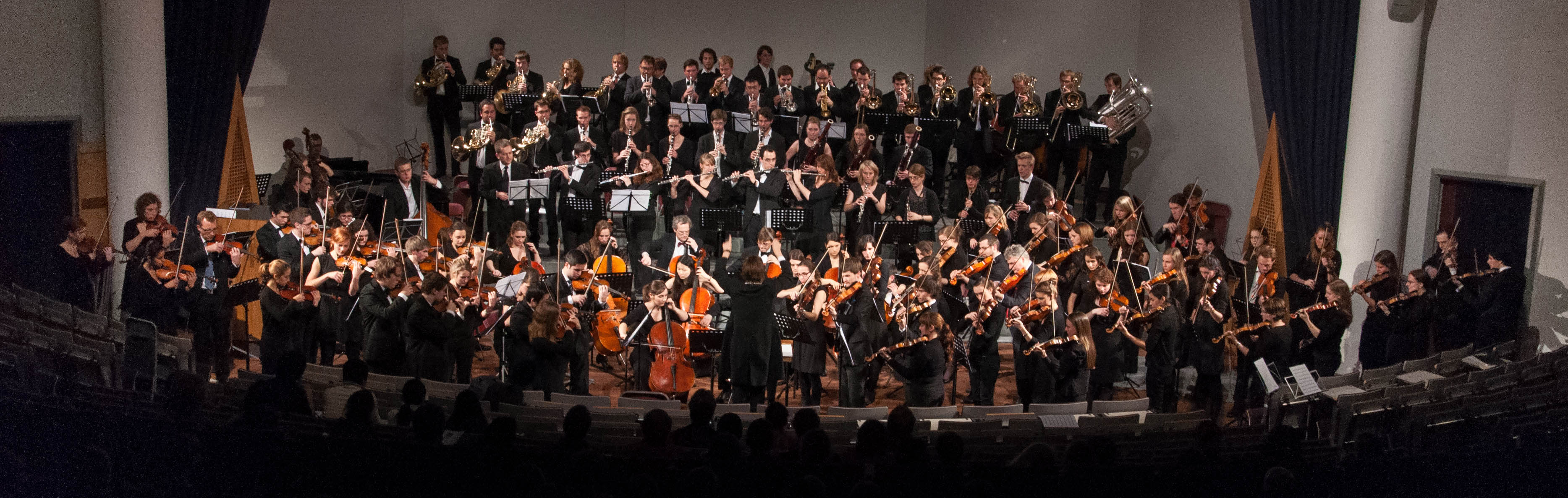
Gezamenlijk bisnummer van het USO en het Akademisches Orchester tijdens het ESOF (24 november 2012)